# Fortalesa de São Miguel

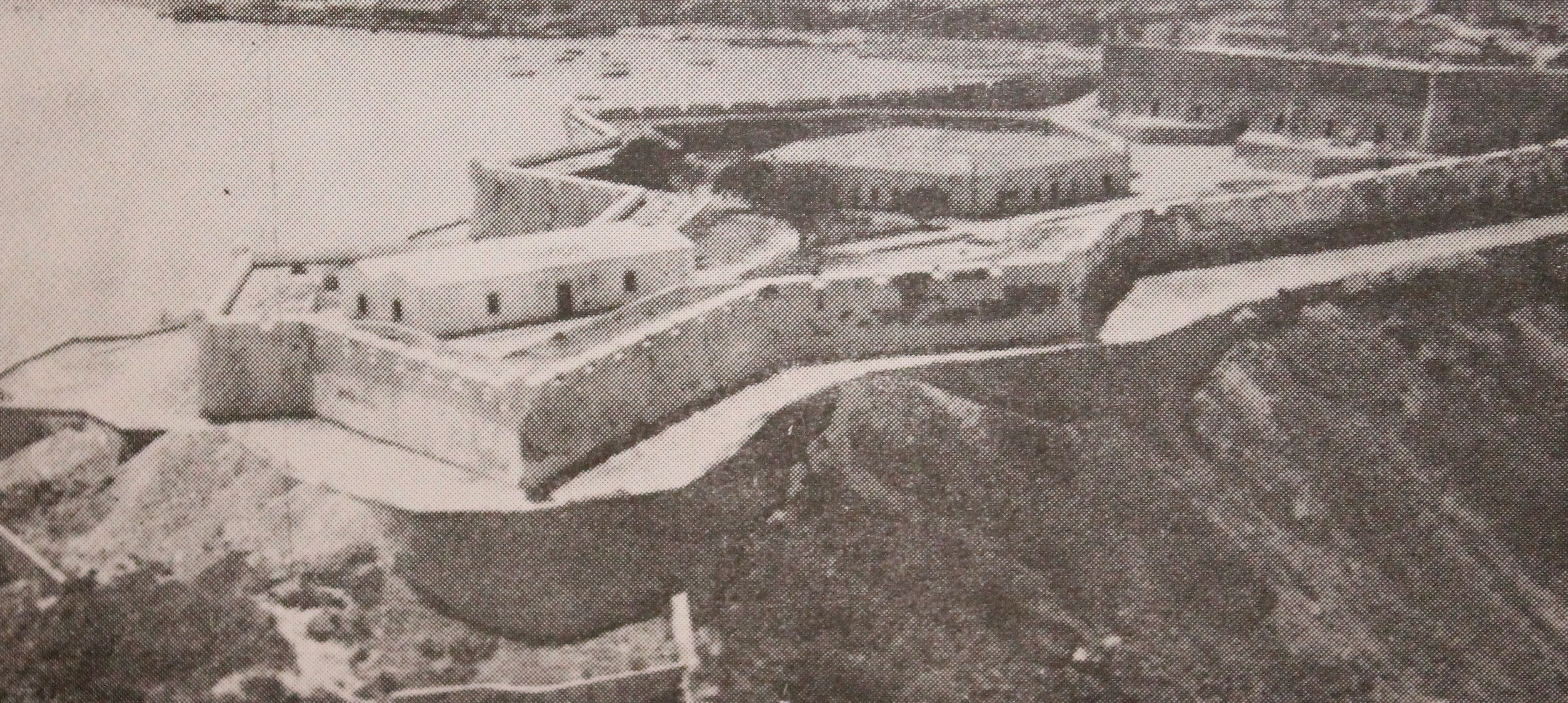
Aspecte aeri de la Fortalesa de S. Miguel.

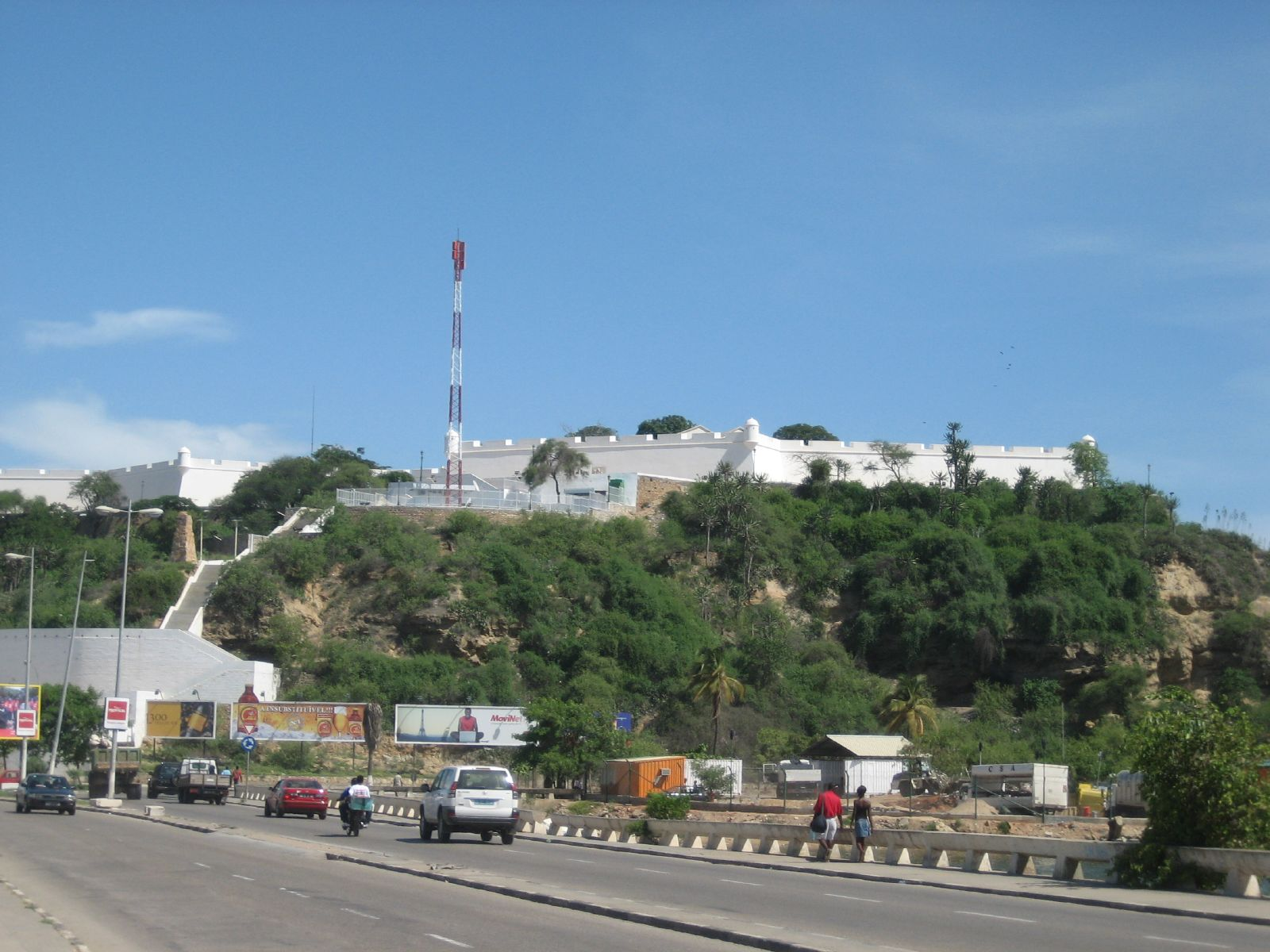
Fortalesa de São Miguel

La Fortalesa de São Miguel era una fortalesa portuguesa situada al mont de São Paulo, actualment denominat Morro da Fortaleza, a les proximitats del pont de l'illa de Luanda, a la ciutat de Luanda, actualment Angola.

## Història
El fort de São Miguel fou construït en 1576 per Paulo Dias de Novais. Esdevingué el centre administratiu de la colònia en 1627 i fou el major mercat del tràfic d'esclaus a Brasil. Les obres de la fortalesa foren acabades en 1689 sota ldirecció de João de Lencastre. En aquells anys represetnava la forma d'una estrella de quatre punxes, amb un sistema de baluard segons els dissenys italians més actualitzats d'aleshores, sobretot del mestre Benedetto da Ravenna.
Després de l'ocupació holandesa va començar a ser reconstruïda en 1705, sota el governador Lourenço de Almada comte d'Avranches, i les obres les va acabar Francisco de Sousa Coutinho (1764-1772).
El fort va ser durant molts anys un poble autònom protegit per parets gruixudes incrustades amb canons. A l'interior de la fortalesa, les rajoles ceràmiques elaborades expliquen la història d'Angola des dels primers anys, i al pati hi ha grans i imponents estàtues del primer rei de Portugal, el primer europeu que va arribar a Angola, Diogo Cão, el reconegut explorador Vasco da Gama i altres notables.
Fins 1975 la fortalesa servia com a caserna general del comandant en cap de les Forces Armades Portugueses a l'Àfrica Occidental Portuguesa. Actualment acull el Museu de les Forces Armades d'Angola. Entre 1938 i 1958 va acollir el Museu de Angola fins que fou traslladat i reanomenat Museu Nacional d'Història Natural d'Angola.